# Хэмилтон, Виктор
Виктор Хэмилтон (англ. Victor P. Hamilton; р. 26 сентября 1941, Торонто, Канада) — канадский и американский богослов, библеист. Работал профессором Ветхого Завета и богословия в Эсберском университете с 1971 до 2007 года, но и на пенсии сохраняет там роль заслуженного профессора Ветхого Завета.
Получил степень бакалавра искусств (Гютонский колледж, Нью-Йорк, 1963) и магистра богословия (Эсберская теологическая семинария, Вилмор, Кентукки, 1966 и 1967), степень магистра и доктора наук по специальности средиземноморских исследований (Университет Брандейса в Волтхеме, Массачусетс, 1969 и 1971).
Является автором больших комментариев к Книге Бытия и Книге Исхода; также принимал участие в признанном справочнике об исторических книгах Библии («Handbook on the Historical Books»).